# Tulsa

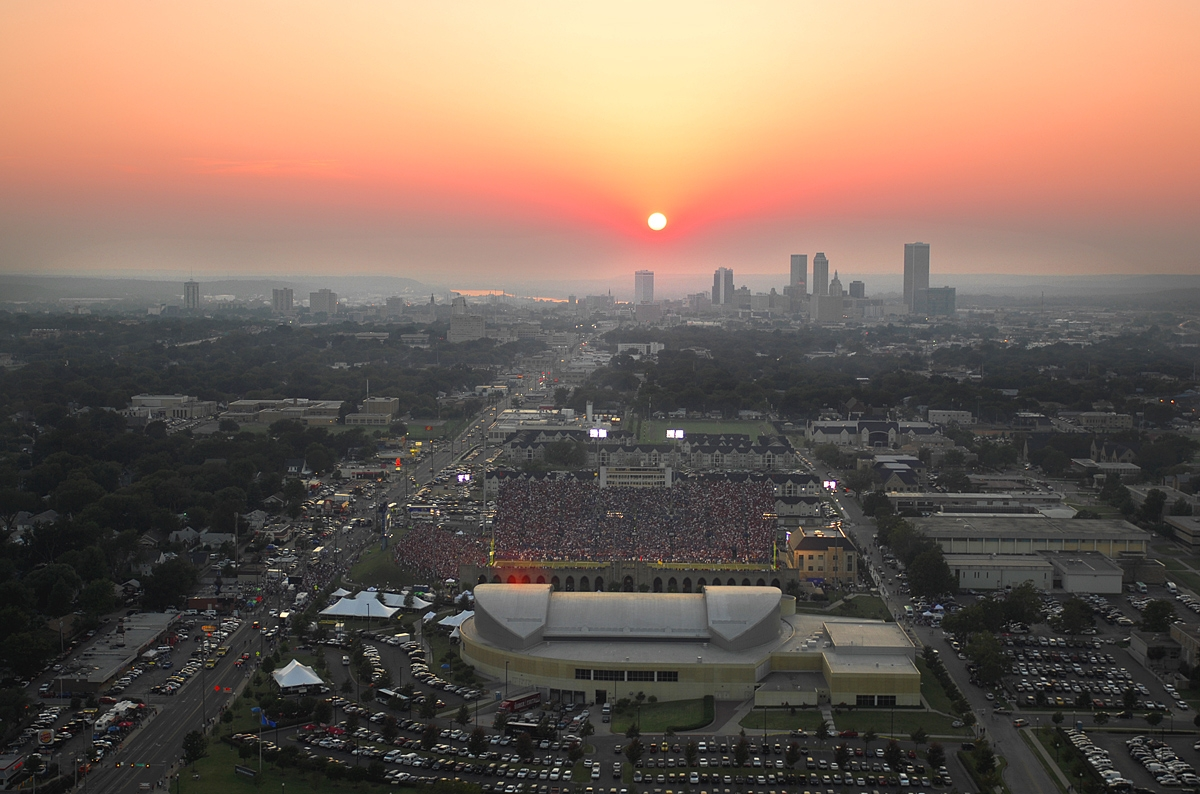
Tulsa

Tulsa är en stad i delstaten Oklahoma i södra USA. Det är den näst största staden i Oklahoma och den 47:e största staden i hela USA. Staden är belägen i det nordöstra hörnet av delstaten, vid Arkansas River. Tulsa har en yta av 483,9 km² och befolkningen beräknades år 2013 till 398 121 invånare. Tulsa är administrativ huvudort (county seat) i Tulsa County.

## Historia
Platsen där Tulsa ligger idag befolkades 1836 av en creekindianstam kallad lochapoka. Denna stam kallade bosättningen Tallahassee. Namnet Tulsa etablerades först 1879, då det lokala postkontoret öppnade.
I början av 1900-talet fann man olja utanför staden och detta ledde till en stor befolkningsökning. Staden fick smeknamnet "världens oljehuvudstad". Vinsten från oljan gjorde att Tulsa drabbades mindre hårt än många andra städer under den stora depressionen på 1930-talet. I början av 1980-talet, som en följd av 1979 års oljekris, sjönk oljepriserna kraftigt, vilket drabbade stadens ekonomi. Under återhämtningen från denna kris bestämde man sig för att försöka utöka sina näringskällor till icke-oljerelaterade sektorer. Numera har Tulsa företag inom rymdfart, finanssektorn, telekommunikation, teknologi och tillverkningsindustri.